# Nikhat Zareen
Nikhat Zareen (* 14. Juni 1996 in Nizamabad, Telangana) ist eine indische Boxerin sowie Weltmeisterin im Fliegengewicht (2022) und Halbfliegengewicht (2023).

## Boxkarriere
Nikhat Zareen begann im Alter von zwölf Jahren mit dem Boxsport und wurde ab 2009 von I.V. Rao im Sports Authority of India von Visakhapatnam trainiert. Bei den Jugend- und Juniorenweltmeisterschaften gewann sie 2011 in Antalya die Goldmedaille in der Juniorenklasse und 2013 in Albena die Silbermedaille in der Jugendklasse.
2015 wurde sie in die Nationalmannschaft der Erwachsenen einberufen und erreichte auf Anhieb das Viertelfinale bei der Weltmeisterschaft 2016 in Astana. Da in ihrer angestammten Gewichtsklasse, dem Fliegengewicht, Mary Kom nominiert wurde, war Zareen im höheren Bantamgewicht gestartet.
2017 musste sie aufgrund einer Schulterverletzung rund ein Jahr pausieren und nahm erst wieder an der Asienmeisterschaft 2019 in Bangkok teil, wo sie eine Bronzemedaille im Fliegengewicht erkämpfte.
Ihre nächste Teilnahme an einem Großereignis folgte bei der Weltmeisterschaft 2022 in Istanbul, wo sie durch Siege gegen Fátima Herrera aus Mexiko, Lutsaikhan Altantsetseg aus der Mongolei, Charley-Sian Taylor aus England, Caroline De Almeida aus Brasilien und Jutamas Jitpong aus Thailand, die Goldmedaille im Fliegengewicht gewann.
Im August 2022 gewann sie die Commonwealth Games in Birmingham.
Im März 2023 gewann sie mit einem Finalsieg gegen die Vietnamesin Nguyễn Thị Tâm die Weltmeisterschaft in Neu-Delhi. Bei den Olympischen Sommerspielen 2024 in Paris unterlag sie gegen Wu Yu.

## Sonstiges
Zareen hat drei Schwestern und studiert am AV College in Hyderabad.